# Barbirey-sur-Ouche
Barbirey-sur-Ouche – miejscowość i gmina we Francji, w regionie Burgundia-Franche-Comté, w departamencie Côte-d’Or.
Według danych na rok 1990 gminę zamieszkiwało 177 osób, a gęstość zaludnienia wynosiła 16 osób/km² (wśród 2044 gmin Burgundii Barbirey-sur-Ouche plasuje się na 734. miejscu pod względem liczby ludności, natomiast pod względem powierzchni na miejscu 859.).